# Kaolinizacja
Kaolinizacja – proces przeobrażania minerałów, w szczególności skaleni i mik, w kaolinit, w czasie którego składniki zasadowe pod wpływem wody i dwutlenku węgla przechodzą w węglany, a ściśle określona część krzemionki zmienia się w kwas ortokrzemowy, który łącznie z węglanami zostaje wypłukany. Zjawisko to zachodzi głównie w środowisku słabo kwaśnym. Proces ten zachodzi na powierzchni Ziemi oraz w strefach przypowierzchniowych w rezultacie wietrzenia chemicznego lub procesów hydrotermalnych.